# محوطه گان چمه
محوطه گان چمه در شهرستان رضوانشهر، بخش مرکزی، ییلاق گان چمه واقع شده و این اثر در تاریخ ۲۷ بهمن ۱۳۸۲ با شمارهٔ ثبت ۱۰۹۳۹ به‌عنوان یکی از آثار ملی ایران به ثبت رسیده است.